# 충남여자고등학교
충남여자고등학교(忠南女子高等學校)는 대한민국 대전광역시 중구 목동에 있는 공립 고등학교이다.

## 학교 연혁
- 1969년 12월 2일 : 충남여자고등학교(18학급) 설립 인가
- 1970년 3월 1일 : 초대 조남혁 교장 취임
- 1970년 3월 6일 : 개교
- 1971년 1월 11일 : 제1회 졸업식
- 2023년 1월 27일 : 제53회 졸업식(353명 졸업, 총 30,582명)
- 2023년 3월 1일 : 제23대 김종윤 교장 부임
- 2023년 3월 2일 : 제56회 입학식(13학급 357명 입학)

## 참고 자료
- 충남여자고등학교 - 한국교육학술정보원 학교알리미